# Wixia abdominalis
Wixia abdominalis là một loài nhện trong họ Araneidae.
Loài này thuộc chi Wixia. Wixia abdominalis được Octavius Pickard-Cambridge miêu tả năm 1882.